# Fawaz Al-Sqoor
Fawaz Al-Sqoor (in arabo فواز الصقور‎?; Najran, 23 aprile 1996) è un calciatore saudita, difensore dell'Al-Ittihad e della Nazionale saudita.

## Carriera

### Club
Ha giocato nella prima divisione saudita.

### Nazionale
Nel 2024 è stato convocato per la Coppa d'Asia.

## Statistiche

### Cronologia presenze e reti in nazionale
| Cronologia completa delle presenze e delle reti in nazionale ― Arabia Saudita | Cronologia completa delle presenze e delle reti in nazionale ― Arabia Saudita | Cronologia completa delle presenze e delle reti in nazionale ― Arabia Saudita | Cronologia completa delle presenze e delle reti in nazionale ― Arabia Saudita | Cronologia completa delle presenze e delle reti in nazionale ― Arabia Saudita | Cronologia completa delle presenze e delle reti in nazionale ― Arabia Saudita | Cronologia completa delle presenze e delle reti in nazionale ― Arabia Saudita | Cronologia completa delle presenze e delle reti in nazionale ― Arabia Saudita |
| Data                                                                          | Città                                                                         | In casa                                                                       | Risultato                                                                     | Ospiti                                                                        | Competizione                                                                  | Reti                                                                          | Note                                                                          |
| ----------------------------------------------------------------------------- | ----------------------------------------------------------------------------- | ----------------------------------------------------------------------------- | ----------------------------------------------------------------------------- | ----------------------------------------------------------------------------- | ----------------------------------------------------------------------------- | ----------------------------------------------------------------------------- | ----------------------------------------------------------------------------- |
| 4-8-2019                                                                      | Erbil                                                                         | Arabia Saudita                                                                | 1 – 2                                                                         | Kuwait                                                                        | WAFF Championship 2019 - 1º turno                                             | -                                                                             |                                                                               |
| 7-8-2019                                                                      | Erbil                                                                         | Bahrein                                                                       | 0 – 0                                                                         | Arabia Saudita                                                                | WAFF Championship 2019 - 1º turno                                             | -                                                                             |                                                                               |
| 10-8-2019                                                                     | Erbil                                                                         | Giordania                                                                     | 3 – 0                                                                         | Arabia Saudita                                                                | WAFF Championship 2019 - 1º turno                                             | -                                                                             |                                                                               |
| 28-3-2023                                                                     | Gedda                                                                         | Arabia Saudita                                                                | 1 – 2                                                                         | Bolivia                                                                       | Amichevole                                                                    | -                                                                             | 76’                                                                           |
| 4-1-2024                                                                      | Al Wakrah                                                                     | Arabia Saudita                                                                | 1 – 0                                                                         | Libano                                                                        | Amichevole                                                                    | -                                                                             |                                                                               |
| 25-1-2024                                                                     | Al Rayyan                                                                     | Arabia Saudita                                                                | 0 – 0                                                                         | Thailandia                                                                    | Coppa d'Asia 2023 - 1º turno                                                  | -                                                                             | 79’                                                                           |
| Totale                                                                        |                                                                               | Presenze                                                                      | 6                                                                             |                                                                               | Reti                                                                          | 0                                                                             |                                                                               |

## Palmarès
- Campionato saudita: 1

Al-Ittihad: 2024-2025
- Coppa del Re dei Campioni: 1

Al-Ittihad: 2024-2025